# Megaselia drakei
Megaselia drakei är en tvåvingeart som beskrevs av Ronald Henry Lambert Disney 1984. Megaselia drakei ingår i släktet Megaselia och familjen puckelflugor. Arten är reproducerande i Sverige. Inga underarter finns listade i Catalogue of Life.